# Cytheridella ilosvayi
Cytheridella ilosvayi är en kräftdjursart som beskrevs av Daday 1905. Cytheridella ilosvayi ingår i släktet Cytheridella och familjen Limnocytheridae. Inga underarter finns listade i Catalogue of Life.